# Tipula megaleuca
Tipula megaleuca är en tvåvingeart som beskrevs av Alexander 1933. Tipula megaleuca ingår i släktet Tipula och familjen storharkrankar. Inga underarter finns listade i Catalogue of Life.